# Bilasovycja
Bilasovycja (ukrajinsky Біласовиця, maďarsky Bagolyháza) je obec v nyžněvorotské vesnické komunitě, v okrese Mukačevo, v Zakarpatské oblasti Ukrajiny. V roce 2025 zde žilo 516 obyvatel; v celé obci žilo 1115 obyvatel.
V roce 1936, kdy obec byla součástí Československa, byla na území obce postavena dvoupatrová opevněná kasárna s vestavěnými bunkry pro pohraniční stráž; tento objekt československého vojenského inženýrství se dochoval v téměř nezměněné podobě.

## Název
- 1689: Bileczovech
- 1727: Bilatzovicze, Bilahzovicza
- 1773: Bilas(z)owicza
- 1808: Bilászowicza, Bilásowicá
- 1851: Bilazovicza
- 1913: Bagolyháza
- 1925: Bilasovice
- 1930: Bělasovice
- 1941: Bilaszovica
- 1946: Біласовиця, Беласовица

### Původ názvu
Původní název byl odvozen od slovanského osobního jména. Maďarský název Bagolyháza dostala obec v roce 1903 při maďarizaci osadních názvů, neboť se věřilo, že v původním názvu bylo objeveno slovní spojení bila szovica (bílá sova).

## Části obce

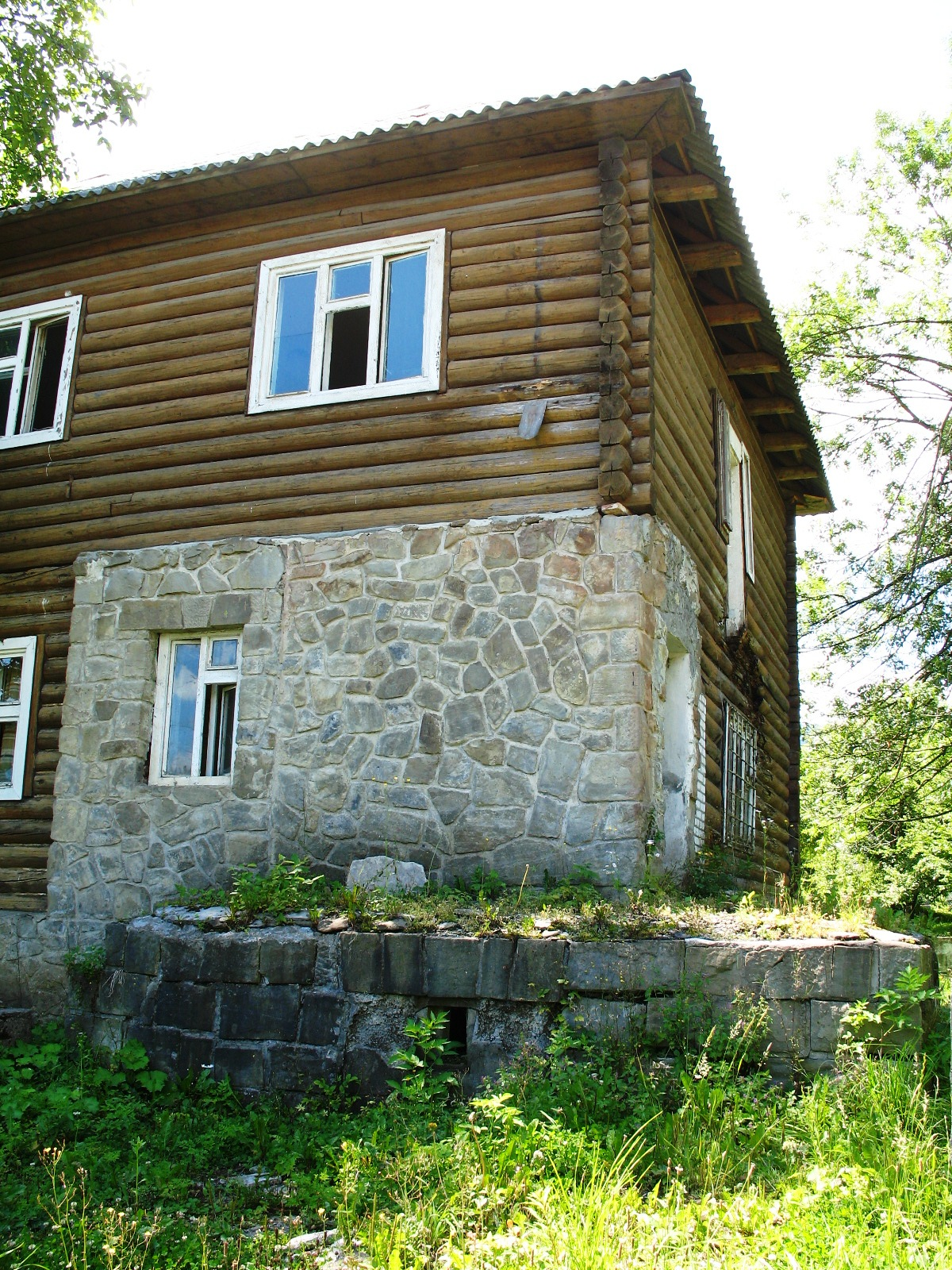
Bunkrová kasárna

- Bilasovycja 
  - Borsučina (ukrajinsky Борсучина, maďarsky Borzafalva)
  - Korytovice (ukrajinsky Коритовиця)
  - Miškarevice (ukrajinsky Мішкаревиця, maďarsky Miskafalva)
- Latirka